# فرد فيش
فرد فيش (بالإنجليزية: Fred Fish)‏ هو عالم حاسوب ومبرمج ومهندس أمريكي، ولد في 4 نوفمبر 1952 في مانشستر في الولايات المتحدة، وتوفي في 20 أبريل 2007 في بويسي في الولايات المتحدة بسبب نوبة قلبية.